# Honschaft Bechen
- Karte mit allen verlinkten Seiten:
- OSM |
- WikiMap

Die Honschaft Bechen war vom Mittelalter in das 19. Jahrhundert hinein eine Honschaft des Kirchspiels Bechen im Landgericht Kürten des Amtes Steinbach im Herzogtum Berg.
Aus der  Charte des Herzogthums Berg 1789 von Carl Friedrich von Wiebeking geht hervor, dass Bechen Titularort der Honschaft war. Das Gebiet umfasste etwa das der heutigen Gemarkung Bechen in der Gemeinde Kürten sowie Teile der heutigen Gemeinde Odenthal.
Zur Honschaft gehörten seinerzeit die Wohnplätze Altensaal, Durhaus, Eiberg, Eisenkaul, Haaswinkel, Hau, Herrenhöhe, Herscherthal, Herweg, Höchsten, Hohemühle, Holz, Kalsbach, Kleinheide, Klief, Knappstockberg, Kochsfeld, Königsspitze, Müllenberg, Nelsbach, Oberossenbach, Oberstockberg, Plätzmühle, Pohl, Richerzhagen, Rodenberg, Schanze (seinerzeit Oertgen), und Schnappe.
Unter der französischen Verwaltung zwischen 1806 und 1813 wurde das Amt Steinbach aufgelöst und Bechen wurde politisch der Mairie Kürten im Kanton Wipperfürth im Arrondissement Elberfeld zugeordnet. 1816 wandelten die Preußen die Mairie zur Bürgermeisterei Kürten im Kreis Wipperfürth. Bechen bildete seinerzeit eine Gemeinde.
1927 wurden die Bürgermeisterei Kürten in das Amt Kürten überführt. In der Weimarer Republik wurden 1929 die Ämter Kürten mit den Gemeinden Kürten und Bechen und Olpe mit den Gemeinden Olpe und Wipperfeld zum Amt Kürten zusammengelegt. Der Kreis Wipperfürth ging am 1. Oktober 1932 in den Rheinisch-Bergischen Kreis mit Sitz in Bergisch Gladbach auf.
1975 entstand aufgrund des Köln-Gesetzes die heutige Gemeinde Kürten, zu der neben den Ämtern Kürten, Bechen und Olpe ein Teilgebiet der Stadt Bensberg mit Dürscheid und den umliegenden Gebieten kam. Ein Teil des Gebiets der ehemaligen Honschaft kam zur Gemeinde Odenthal.